# Os parastyloideum
Os parastyloideum is de benaming voor een extra handwortelbeentje, gelegen aan de dorsale zijde van de handwortel, tussen het os trapezoides, het tweede middenhandsbeentje en de processus styloideus van het derde middenhandsbeentje in.
Op röntgenfoto's wordt een os parastyloideum soms onterecht aangemerkt als afwijkend, losliggend botdeel of als fractuur.